# جائزة البرازيل الكبرى 2013
جائزة البرازيل الكبرى 2013 (بالإنجليزية: 2013 Brazilian Grand Prix)‏ هو سباق فورمولا 1 أقيم بتاريخ 24 نوفمبر 2013 في حلبة جوزيه كارلوس بيس للسيارات، البرازيل. كان التاسع عشر من أصل 19 في بطولة العالم لسباقات الفورمولا واحد موسم 2013. حلّ الألماني سباستيان فيتل أولا بينما جاء الأسترالي مارك ويبر في المركز الثاني وحصل على المركز الثالث الإسباني فرناندو ألونسو.